# Conus gaza
Conus gaza é uma espécie de gastrópode do gênero Conus, pertencente a família Conidae.